# Sorriso d'argento
Sorriso d'argento (Braceface) è una serie animata canadese, creata e scritta da Melissa Clark, trasmessa in prima visione a partire dal 2001 su Teletoon in Canada e su Fox Family Channel negli Stati Uniti d'America. L'edizione in lingua italiana del cartone animato è andata in onda in prima visione su Disney Channel dal 5 novembre 2001 (pay TV) e su Rai 2 nel 2003 (in chiaro).

## Trama
La serie racconta le avventure di Sharon, una ragazza di 13-14 anni che vive a Elkford, nella Columbia Britannica. La vita ordinaria di questa simpatica adolescente viene sconvolta quando il penultimo giorno del suo terzo anno di scuola media è costretta a indossare un apparecchio ortodontico il quale, a causa di un improvviso black-out durante il montaggio, acquisisce la capacità di interferire e reagire ai dispositivi elettronici come cellulari, telecamere, computer e molti altri. I danni causati da questo strumento si sommeranno ai problemi di Sharon e della sua età: il divorzio dei suoi genitori, il passaggio alle scuole superiori, i primi batticuori. Ma, grazie alla sua tenacia e al supporto dei suoi grandi amici, Sharon li affronterà tutti e imparerà a diventare grande.

## Personaggi

### Sharon Esther Spitz
Protagonista della serie, è una ragazza di 13-14 anni. Lei e i suoi fratelli sono di origini ebraiche, inglesi e canadesi, ha i capelli biondi, gli occhi verdi e porta un apparecchio ai denti che interferisce con tutti gli oggetti elettronici, e metallici, che le crea non pochi problemi. È dolce, affettuosa e socievole, ma anche molto sfortunata e imbranata. Spesso finisce nei guai, ma impara sempre dai propri errori. Segue una vita vegetariana e adora gli animali, possiede due cani (il Corso, Pigger e il Alsaziano, Sampson) e tre gatti (il Soriano, Roxie, l'Esotico a pelo lungo, Moishe e il Siamese Lawrence). Sharon ha i genitori divorziati e non accetta molto volentieri le nuove relazioni del padre e della madre, soffrendo molto per la loro separazione. I suoi migliori amici sono Maria Wong e Connor McKenzie, mentre la sua peggiore nemica è Nina Harper anche se da bambine erano migliori amiche. Sharon vorrebbe essere popolare e avere buoni voti a scuola, ma soprattutto desidera avere un fidanzato. All'inizio della serie si innamora follemente di Alden, il quale ricambia gli stessi sentimenti della ragazza. I due si fidanzeranno, ma si lasceranno per un periodo di tempo a causa delle parole di Brock, dicendo che non si comportavano come una vera coppia, ma in realtà non sopportava loro due insieme dato che lui era single però a causa di queste parole diventa paranoica quando Alden fa amicizia con una ragazza di nome Tess, ma poi all'ultimo episodio i due si rimettono insieme.

### Maria Nunziatina Wong
Migliore amica di Sharon e di Connor, è una ragazza italo-cinese. Ribelle e fanatica degli sport, ha un comportamento da maschiaccio. È la capitana della squadra femminile di basket, ma gioca anche ad hockey sul ghiaccio e a pallavolo. È leale, determinata, brillante e decisa, ma a volte mostra anche alcuni difetti. Ha paura dei fulmini. Ha una sorella maggiore che frequenta l'università, Alee. Inizialmente Maria non sopportava e respingeva Brock, invaghitosi di lei, considerandolo immaturo e sbruffone, ma in seguito i due si fidanzeranno dopo aver passato una vacanza con Sharon a Roma, presso i nonni materni di Maria.

### Connor McKenzie
Migliore amico di Sharon fin dall'infanzia e migliore amico di Maria, è un ragazzo intelligente e studioso. Gli piace andare a scuola e ottiene sempre buoni voti, soprattutto nelle materie scientifiche, per cui è molto dotato. Impacciato, timido e goffo, è un ragazzo sincero, sensibile e generoso. Crede di essere allergico a qualsiasi cosa, ha spesso problemi di salute. Nella prima stagione si fidanza brevemente con Tally, mentre nella seconda stagione si innamorerà di Maria, che poi diventerà la sua fidanzata.

### Alden Jones
Primo amore di Sharon e successivamente suo fidanzato. Estroverso e spensierato, i suoi hobby sono giocare a hockey e suonare la chitarra nella band Mangled Metal con i suoi amici Brock (bassista) e Carmine (batterista). Ha tre sorelle maggiori di nome Rosa, Margherita e Violetta, che lavorano al ristorante di famiglia. La sua relazione con Sharon si interrompe a causa delle parole di Brock dicendo alla coppia che non si comportavano da veri fidanzati ma in realtà era geloso della loro relazione dato che era single e non sopportava loro due insieme, però queste parole porta Sharon ad essere gelosa nella amicizia di Alden con una ragazza di nome Tess, dopo poche puntate, si fidanza con Marlo, per poi rimettersi con Sharon nell'ultimo episodio.

### Brock Shellvy Leyton
"Buck" (nell'edizione italiana) è migliore amico di Alden, è un ragazzo afro-americano. Spiritoso, immaturo, estroverso, burlone, e sbruffone adora fare scherzi, dimostrando il suo carattere irresponsabile. È follemente innamorato di Maria e in seguito i due si fidanzeranno. Suo padre è convinto che tutto quello che non è studio sia una perdita di tempo, perciò sprona il ragazzo ad impegnarsi a scuola, arrabbiato con il figlio per la sua indole pigra e menefreghista, infatti a causa del suo comportamento è in parte responsabile della separazione di Alden e Sharon perché non sopportava la loro reazione perché era single, dicendo alla coppia che non si comportavano da veri fidanzati. Brock trascorre il tempo libero giocando a hockey e suonando il basso nella band Mangled Metal con i suoi due amici Alden (chitarrista) e Carmine (batterista).

### Nina Harper
Rivale numero uno di Sharon, è cattiva e snob. Fa la ragazza pon-pon e il suo sogno è quello di diventare un'attrice. Era la migliore amica di Sharon fino all'età di 7 anni allorché litigarono perché Nina accusò Sharon di aver tolto la testa a tutte le sue bambole (poi si scoprirà che è stata la cugina di Nina). Fa degli scherzi pericolosi a Sharon per avere Alden tutto per sé; all'inizio la sua complice in questi scherzi era Alyson ma successivamente era stanca di fargli da serva e sì unì al gruppo con Connor, Sharon e Maria, si metterà insieme a Griffin il quasi fratellastro paterno di Sharon.

### Mark "Dion" Jones
Dion è un ragazzo di quinta superiore che viene assegnato come mentore di Sharon quando lei arriva al liceo. Il suo vero nome è Mark Jones, ma lui si fa chiamare Dion in onore di Céline Dion, la sua cantante preferita. Dion è uno stilista. All'inizio la sua personalità stravagante mette in soggezione Sharon, ma poi il ragazzo diventerà uno dei suoi amici e il suo confidente più stretto.

### Helen Spitz
Madre di Adam, Sharon e Josh, fa la psicologa; vuole molto bene ai suoi figli, ma in certi episodi si dimostra iperprotettiva.

### Adam Francis Spitz
Fratello maggiore di Sharon e di Josh, è un ragazzone di 16-17 anni grande e grosso, simpatico e bambinone. Instancabile sportivo, pratica wrestling e il suo sogno è di diventare un wrestler prima professionista. Fidanzato con Hannah, la ragazza hippie, la sua vicina di casa.

### Joshua "Josh" Darryl Cooper Alex Spitz
Fratello minore di Sharon e di Adam, ha il talento di suonare perfettamente il pianoforte, la sua più grande passione. Molto legato alle tradizioni familiari, è un bambino di 9-10 anni è ha un carattere vispo e saggio. Verso la fine della serie si innamora di Alyson, ma in seguito capisce rassegnato che la ragazza è troppo grande per lui.

### Richard Spitz
Padre di Sharon, è un musicista, divorziato e un padre molto affettuoso. Nella puntata La fidanzata di papà, Richard si fidanza con Lauren che Sharon inizialmente trova banale, ma poi capisce che invece è una donna in gamba.

### Alyson Malitski
Inizialmente amica di Nina e complice delle sue astute azioni verso Sharon, più avanti farà amicizia con Sharon e i suoi amici e diventerà la fidanzata di Connor. Si presenta come una ragazza dolce, sensibile e sempre alla moda. A volte viene un po' messa da parte perché civettuola ma, verso le ultime puntate, si dimostrerà essere un personaggio ricco di passioni ed interessi come : il pianoforte e la medicina (da grande vorrebbe studiare chirurgia).

### Hannah Corbett
Ragazza di 17-18 anni, hippie e appassionata di yoga, ed è la fidanzata di Adam.

### Carmine Abige
Suona nella band Mangled Metal con i due amici Alden (chitarrista) e Brock (bassista) nel ruolo di batterista.

### Lauren
Lavora presso TV3 di Elkford ed è la fidanzata di Richard; Sharon all'inizio la trova noiosa ma poi capisce che suo padre aveva bisogno di più spazio e l'accetta nella sua famiglia.

### Griffin
Figlio di Lauren, fidanzato di Nina. Sharon e Griffin sono molto amici anche se durante i primi incontri non si sopportavano, aveva il vizio di fumare ma dopo un anno dice di aver smesso.

### David
È il nuovo compagno di Helen. Ha gli occhiali ed è alto, inizialmente non attira le simpatie di Sharon ma poi i due entrano in gran sintonia. Ha due figlie, avute dal precedente matrimonio, due gemelle di 5 anni che non smettono di combinare guai.

### Marlo
Ragazza dalla carnagione mulatta e dai capelli rossi e marroni, appassionata di hockey, sport che pratica. Si fidanza brevemente con Alden poco tempo dopo la separazione del ragazzo con Sharon.

### Tally
Ragazza dal comportamento esuberante e quasi eccentrico che compare nella prima stagione e meno frequentemente in seguito. S'innamora di Connor, divenendo la sua ragazza per breve tempo, arrivando addirittura a competere con Sharon che si era infatuata proprio di Connor. Successivamente le due diventano amiche, arrivando a collaborare per salvare delle rane in un progetto di scienze.

## Episodi

### Prima stagione (2001-2002)
1. Oggi ho messo l'apparecchio
2. Indecisioni
3. Il Diario Segreto
4. Piccole grandi incomprensioni
5. Barbecue a sorpresa
6. Ascolta la tua sorellina
7. Lo scambio di messaggi
8. Il primo appuntamento
9. Fra moglie e marito....
10. Caccia al talento del futuro
11. Il bacio più bello
12. Guida senza patente
13. Una gita molto educativa
14. Gita a Miami: Un bel mal di testa
15. Vita di successo?
16. Votate Sharon
17. Un Natale particolare
18. Amori e imbarazzi
19. Salviamo le rane!
20. Il tatuaggio
21. La sensitiva
22. La cocca del professore
23. Marinare la scuola
24. Si va al Kookalah!
25. S.O.S. Cuori in tempesta
26. Aiuto, papà si fidanza

### Seconda stagione (2003-2004)
1. Il tessuto sociale
2. 14 candeline per Sharon
3. Voglio essere alla moda[4]
4. Piccoli e grandi cambiamenti[5]
5. Guardate che anch’io sono grande[6]
6. Provaci ancora, Sharon!
7. Essere cool[7]
8. Come una modella
9. Siamo tutti diversi[8]
10. Una nuova amicizia[9]
11. Non indossate le pellicce[10]
12. Un cane per amico
13. Una seconda possibilità[11]
14. Le responsabilità
15. Miss comprensione
16. La fidanzata di papà
17. Una scelta per il futuro
18. La vita che vorrei
19. Problemi di naso
20. Giocare ai genitori
21. Salviamo gli animali!
22. Viaggio a Roma
23. Essere se stesse
24. Alieni
25. Il linguaggio dell'amore
26. La prima sigaretta

### Terza stagione (2004-2005)
1. La fortunata stella
2. Il concorso di scienze
3. Stoffa da campionessa
4. Ti ricordi che....
5. Che cosa so fare meglio?
6. Il trucco c'è ma non si vede
7. Il potere dei versi
8. Una coppia perfetta
9. Non te la prendere....
10. Andare oltre i confini
11. Il mio accompagnatore
12. Abbasso la caccia
13. La ragazza di Griffin
14. Il lavoro del mio papà
15. La mia vita con l'apparecchio...
16. La mia buona amica Nina
17. Il Week-end più lungo
18. L'età non conta
19. Vita da cani
20. Effetto domino
21. Padre e figlia
22. A mia immagine e somiglianza
23. La signora dei gatti
24. Motore... partito... canzone!
25. Devo cambiare dieta
26. Un nuovo ammiratore?

Tra il 2001 e il 2006, gli episodi sono stati raccolti in quattro DVD, usciti solo in America e in un secondo momento anche in Europa.

## Doppiatori
| Personaggio       | Doppiatore originale                               | Doppiatore italiano |
| ----------------- | -------------------------------------------------- | ------------------- |
| Sharon Spitz      | Alicia Silverstone (st. 1-2) Stacey DePass (st. 3) | Anna Lana           |
| Maria Wong        | Marnie McPhail                                     | Angela Brusa        |
| Alden Jones       | Vincent Corazza                                    | Davide Garbolino    |
| Connor MacKenzie  | Peter Oldring                                      | Stefano Brusa       |
| Nina Harper       | Katie Griffin                                      | Patrizia Mottola    |
| Brock Leyton      | Daniel DeSanto                                     | Alessandro Rigotti  |
| Alyson Malitski   | Emily Hampshire                                    | Serena Menegon      |
| Helen Spitz       | Tamara Bernier                                     | Cristina Giolitti   |
| Adam Spitz        | Dan Petronijevic                                   | Fabrizio Odetto     |
| Josh Spitz        | Michael Cera                                       | Serena Menegon      |
| Mark "Dion" Jones | Raoul Bhaneja                                      | Patrizio Prata      |
| David             | ?                                                  | Francesco Orlando   |

## Trasmissioni nel mondo
| Paese       | Canale                                             |
| ----------- | -------------------------------------------------- |
| Canada      | Teletoon                                           |
| Paesi Bassi | Jetix                                              |
| Stati Uniti | Fox Family, ABC Family, Disney Channel, CBS, The N |
| Ecuador     | Red TV Ecuador                                     |
| Regno Unito | Channel 5, Disney XD, Pop Girl                     |
| Germania    | Fox Kids, Jetix, ProSieben, Nickelodeon            |
| Spagna      | Disney Channel, K3                                 |
| Portogallo  | Canal Panda, RTP 2                                 |
| Brasile     | Disney Channel                                     |
| Rep. Ceca   | Minimax                                            |
| Polonia     | Minimax, ZigZap, Teletoon+                         |
| Romania     | Minimax                                            |
| Danimarca   | DR1                                                |
| Belgio      | Ketnet                                             |
| Norvegia    | Jetix                                              |
| Svezia      | Jetix                                              |
| Ungheria    | Minimax                                            |
| Sudafrica   | SABC 2                                             |
| Malaysia    | Astro Ria, NTV7                                    |
| Israele     | Fox Kids                                           |
| Italia      | Disney Channel, Rai 2                              |
| Svizzera    | TSI1, SRF zwei                                     |